# The Collection (Michael Jackson)
The Collection is een verzamelbox van Michael Jackson. Deze 5-delige box werd op 4 juli 2009 uitgebracht.
De box zou eigenlijk voor promotie voor de This Is It-tour worden uitgebracht. Deze box bevat 5 CD's van Michael Jackson. De CD's zijn respectievelijk Off The Wall (1979), Thriller (1982), Bad (1987), Dangerous (1991) en Invincible (2001). In Nederland kwam de verzameling tot de nummer 2-positie in de Album Top 100, waarin hij 46 weken bleef staan.